# Jarzębina czerwona
Jarzębina czerwona – polski czarno-biały film wojenny z 1969 roku, w reżyserii Ewy i Czesława Petelskich. Pierwowzorem scenariusza do filmu była powieść autorstwa Waldemara Kotowicza pt. Frontowe drogi. Film był kręcony na plaży w okolicach Kołobrzegu, Okunicy koło Stargardu, w Białogardzie, Złocieńcu i w Szczecinie.

## Opis fabuły
Akcja filmu dzieje się w marcu 1945 roku. W walkach o Kołobrzeg biorą udział żołnierze należący do kompanii o kryptonimie „Jarzębina czerwona”, dowodzonej przez porucznika Kotarskiego. Pomagają jej saperzy i artylerzyści. Gdy hitlerowcy kapitulują, okazuje się, że zastępca i jednocześnie najlepszy przyjaciel por. Kotarskiego, chorąży Jerzy Kręcki nie żyje; zginął tuż przed zakończeniem walk.

## Obsada aktorska[1]
- Andrzej Kopiczyński − podporucznik Wiktor Kotarski
- Władysław Kowalski − chorąży Jerzy Kręcki
- Andrzej Łapicki − porucznik Gorczyński
- Wiesława Niemyska − sanitariuszka Wanda
- Iwan Pierewierziew − major
- Andrzej Antkowiak − porucznik Marczyński
- Wacław Kowalski − kapral Podarzyn
- Zdzisław Maklakiewicz − sierżant Kojtycz
- Eugeniusz Wałaszek − pułkownik
- Ryszard Kotys
- Ludwik Pak − sierżant Kamiejczuk
- Jolanta Lothe − Niemka w piwnicy
- Andrzej Wykrętowicz
- Stefan Friedmann − plutonowy Bratkowski
- Mieczysław Janowski − żołnierz